# Алыштан
Алыштан — река в России, протекает по Фёдоровскому и Стерлибашевскому районам Башкортостана. Длина реки составляет 10 км.
Начинается между селом Подлесный и урочищем Яковлевка. Течёт в северо-восточном направлении по долине, окруженной осиново-берёзовым лесом через сёла Верхний Алыштан и Нижний Алыштан. Устье реки находится в 46 км по правому берегу реки Кундряк.
Основной приток — речка Мусаелга — впадает слева.

## Данные водного реестра
По данным государственного водного реестра России относится к Камскому бассейновому округу, водохозяйственный участок реки — Белая от города Салавата до города Стерлитамака, речной подбассейн реки — Белая. Речной бассейн реки — Кама.
Код объекта в государственном водном реестре — 10010200512111100018250.